# Hnylyj Tikytj
Hnylyj Tikytj (ukrainsk: Гнилий Тікич), også kendt som Gniloy Tikich-floden, er en 157 km lang flod i Ukraine, der er en en kilde- og biflod til Tikytj, i Sydlige Buhs afvandingsområde. Hnylyj Tikytj har sine kilder nær landsbyen Snizhky i Bilotserkivskyj rajon, Kyiv oblast.
Den løber sammen med en anden kildeflod, Hirskyj Tikytj og danner Tikych-floden, som efter kun 4 km, løber sammen med floden Velyka Vys og danner Syniukha -floden, som er 110 km og løber ud i Sydlige Buh.
Floden lå på slagmarken i Slaget ved Korsun-Tjerkasy under 2. verdenskrig i februar 1944.